# Servatius von Tongern

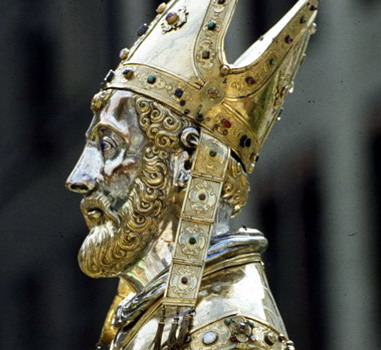
Servatius von Tongern

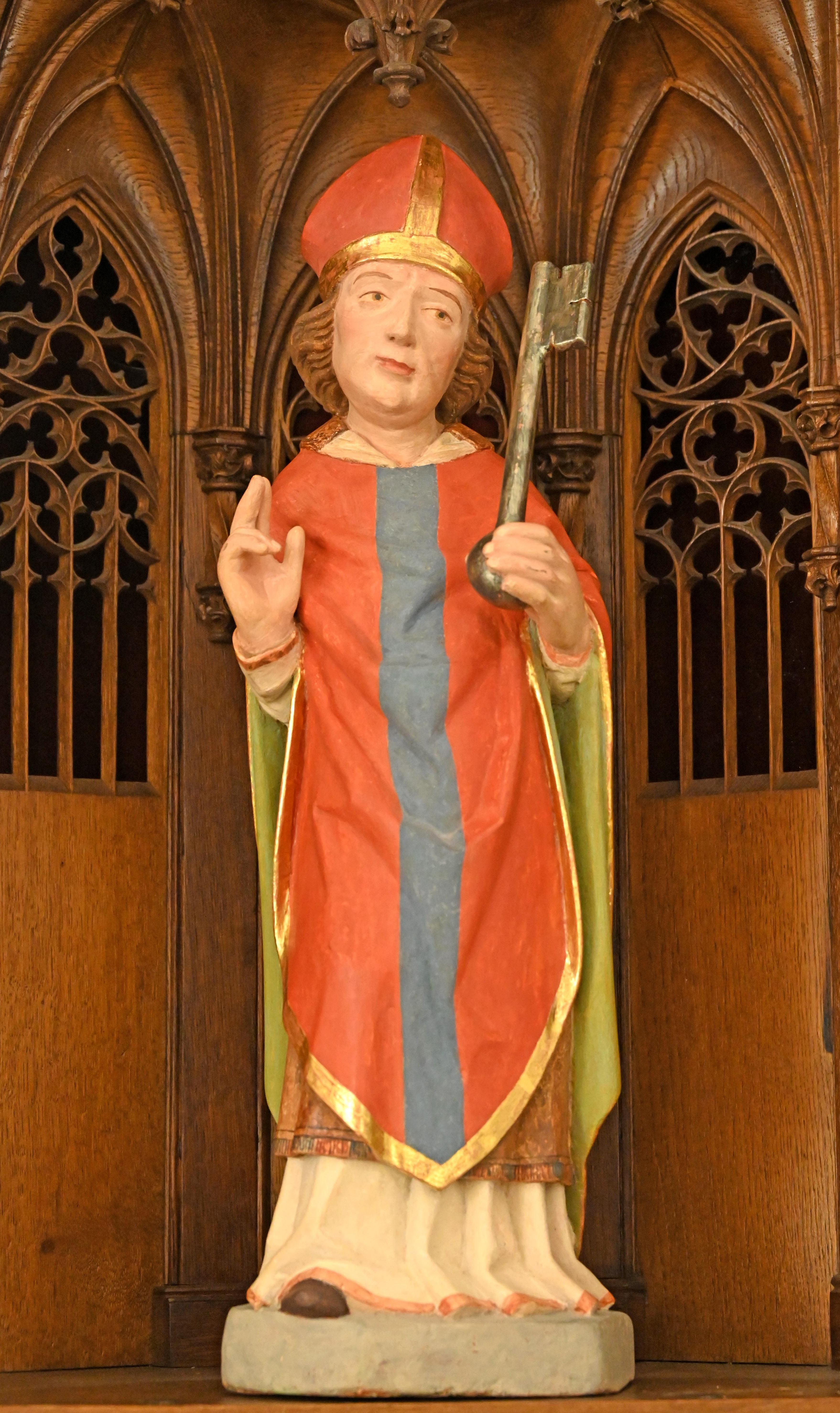
St. Servatius (Ahekapelle, 15. Jh.)

Servatius von Tongern (* vermutlich in Armenien; † 13. Mai 384 in Maastricht), kurz Servatius, ist einer der Eisheiligen, der insbesondere am 13. Mai verehrt wird. Bis ins 19. Jahrhundert hinein wurde er im Deutschen auch als Servaz bezeichnet.
Servatius wird bei Fußleiden, Frostschäden, Rheumatismus und Rattenplagen angerufen.

## Überlieferung
In seiner Gestalt vermischen sich nach heutigem Stand der Forschung zwei historische Personen:
Gregor von Tours erwähnt in seiner (Ende des 6. Jahrhunderts verfassten) Historia francorum einen Servatius episcopus tungrorum (also Bischof von Tongeren), der um 450 starb, kurz vor dem Einfall der Hunnen in Europa. Dieser Servatius war wohl tatsächlich der erste Bischof im heutigen belgischen Tongern. In der Heiligenlegende des Gregor reiste dieser Servatius nach Rom, wo ihm Petrus den Hunneneinfall vorhersagte. Servatius reiste zurück, warnte die Bürger von Tongeren und verlegte den Bischofssitz nach Maastricht, wo er kurz darauf starb.
Der Geschichtsschreiber Sulpicius Severus dagegen erwähnt einen Servatius oder Sarbatios aus Gallien, der 343 an der Synode von Sardica, dem heutigen Sofia in Bulgarien, und 359 an einer weiteren in Rimini teilnahm. Dieser Servatius tat sich als entschiedener Gegner des Arianismus hervor. Er lebte hundert Jahre vor dem bei Gregor erwähnten Servatius, als von Christentum in der Region um Tongeren noch keine Rede sein konnte. 
Im Mittelalter vermischen sich diese beiden Gestalten zu einer einzigen Heiligenfigur. Dieser (konstruierte) heilige Servatius wurde 340 Bischof des heute belgischen Tongeren, verlegte später den Bischofssitz nach Maastricht, wo er am 13. Mai 384 starb; er wurde mit einem Holzschuh erschlagen, oder verstarb friedlich in Maastricht. Seine Verehrung verdankt er dem Hunneneinfall von 450, den er vorhergesagt haben soll. Die Lücke zwischen den Jahren 384 (seinem angeblichen Todesjahr) und 450 (Hunneneinfall) wurde so erklärt, dass es nicht die Hunnen unter Attila von 450, sondern andere umherstreifende Gruppen gewesen seien.
Servatius – sehr wahrscheinlich der spätere – liegt im Dom zu Maastricht (Sint-Servaaskerk) begraben. Maastricht war deswegen einer der bedeutendsten Wallfahrtsorte des Mittelalters. Die Verehrung des heiligen Servatius erreichte in der Mitte des 12. Jahrhunderts ihren Höhepunkt. 

## Darstellung
Der hl. Servatius wird zumeist im Bischofsornat mit Hirtenstab dargestellt. Als Attribute werden ihm ein Schlüssel, Holzschuhe, ein Adler oder zu seinen Füßen ein Drache beigegeben.